# Pito Pérez
Pito Pérez fue una banda de rock mexicano originaria de Guadalajara, México. Comenzó en el año 2000 integrado por Miguel Méndez (guitarra y voz), Abraham Bustos (bajo y voz) y Jorge Chávez (batería). Ellos formaron el grupo después de tocar en bandas como Gong y Palida Fonk. El nombre de Pito Pérez fue tomado del personaje de la novela La vida inútil de Pito Pérez, un libro escrito por José Rubén Romero en 1930 .

## Historia

### Con más poder(2002)
Álbum debut de Pito Pérez. Se grabó en enero de 2002 en Sonic Ranch y estudios Leboot en las ciudades de Tornillo, Texas y Los Ángeles, California. Producido por Jesús Chuy Flores, contiene doce temas en los que se puede escuchar el estilo de la banda. El disco tuvo varios sencillos entre los que destacan «5 o 6», «Lupita» y «Globo». 
Pito Pérez realizó una gira de promoción del álbum por México y Colombia y tocaron en festivales como: Música Por La Tierra, Vive Latino, Festival El Tortazo (Bogotá, Colombia) y Golpe Fest y han abierto conciertos para bandas como: Maná, Red Hot Chili Peppers, Jaguares, El Tri, Molotov, Maldita Vecindad, Jumbo, Kinky y otros.
En 2001 ganaron el concurso «Hard Rock Stage» cuyo premio incluía un contrato de grabación y 10 000 dólares.

### Tal y cual(2004)
Pito Pérez regresó al estudio en el año 2004 para grabar su segundo álbum Tal y cual. Producida por Álex González, baterista de Maná, durante los meses de febrero, marzo y abril en la ciudad de Los Ángeles, California. Fue grabado en Conway Studios. El álbum contiene trece temas donde se presenta un sonido más melódico que en su álbum anterior y con letras más introspectivas. El nombre de Tal y Cual fue elegido para el C. D. porque era la mejor representación del sonido de la banda. El disco salió a la venta en las tiendas en octubre de 2004 bajo el sello discográfico Warner. El primer sencillo del disco fue «Huarache skate». El video de este sencillo fue grabado en la ciudad de Guadalajara, México. La banda comenzó una gira en apoyo de su nuevo álbum por todo el país y tocó su primer concierto en EE. UU. en Los Ángeles, California, en Chido Fest, en una gira encabezada por la banda mexicana El Tri. Después abrieron conciertos para bandas como Café Tacuba y Green Day en diciembre de 2004. También tocaron en el Festival de Santo Desmind en Puerto Vallarta. El segundo sencillo de la banda fue «Locamente». El video de esta canción fue grabado también en la ciudad de Guadalajara.

### Desintegración y regreso a los escenarios
En septiembre de 2006 la banda se desintegra. Tiempo en que sus integrantes exploraron otros proyectos musicales. En octubre de 2010 la banda anunció oficialmente a través de su cuenta de Facebook que se han reunido y que tocarían de nuevo a partir de noviembre del mismo año.
Después de mucha especulación, la banda comenzó la grabación de su siguiente álbum a mediados de 2014. El 19 de septiembre de 2014 lanzaron su primera canción en 10 años, "Esclavos de la Luna", primer sencillo de su próximo tercer álbum. La alineación de esta canción no incluye al baterista original de la banda Jorge Chávez, y fue omitido en la reunión por razones personales.

## Equipamiento
Pito Pérez usa: DW Drums, pedales y hardware, Pacific Drums y Hardware, Paiste Cymbals, Vic Fith Sticks, San Dimas guitarras y cuerdas DR